# ONPARADE
ONPARADE（オンパレード）は、日本のフリースタイルダンスチーム。
2011年8月にKYOKO、KANU、MARIN、MAIMAI、MIYU、AYUにより結成。キッズダンスチームとして数々の大会で優勝を果たす。また、メンバー各人も各種コンテストで好成績を残している。
2011年11月27日に開催された「TEENS MASTERPIECE 2011」でも優勝を果たし、ここまでで4回出場して4回優勝している。また、このときのパフォーマンスはテレビ東京の深夜番組『DANCE@TV』でも放映され、ONPARADEの知名度を大きく高めることになった。
2012年になると日本テレビ系列のバラエティ番組『スター☆ドラフト会議』に出演し、第1回スタドラダンスGPで準優勝を果たす。また、その際に「中学生のダンスコンテスト荒らし」とも評されている。なお、第2回スタドラダンスGPでも決勝に進んでいる。

## 賞歴
- 2011年9月25日 JAPAN DANCE DREAM DANCE CONTEST in TOKYO KIDS部門優勝
- 2011年10月22日 GIRLS舞遊伝vol.5 優勝
- 2011年11月5日 ALL JAPAN SUPER KIDS DANCE CONTEST 2011〜 南関東予選〜 中学生部門優勝
- 2011年11月27日 TEENS MASTER PIECE KIDS部門優勝
- 2011年12月27日 MASTER PIECE ZERO KIDS優勝
- 2011年12月27日 MASTER PIECE FINAL優勝
- 2012年1月8日 ALL JAPAN SUPER KIDS DANCE CONTEST 2011 FINAL準優勝
- 2012年1月15日 ICE CREAM DANCE CONTEST決勝大会 優勝
- 2012年4月3日 日テレ系列スタードラフト会議第一回最強ダンススターSP準優勝
- 2012年4月7日 GIRLS舞遊伝 FINAL優勝
- 2012年6月19日 日テレ系列スタードラフト会議第二回最強ダンススターSP 決勝進出
- 2012年8月16日 DANCE ATTACK!!2012 FINAL 中学生の部 特別賞

## 出演
テレビCM
- 2012年 Xperia VL 「ミラーダンス編」